# Jednotka 101

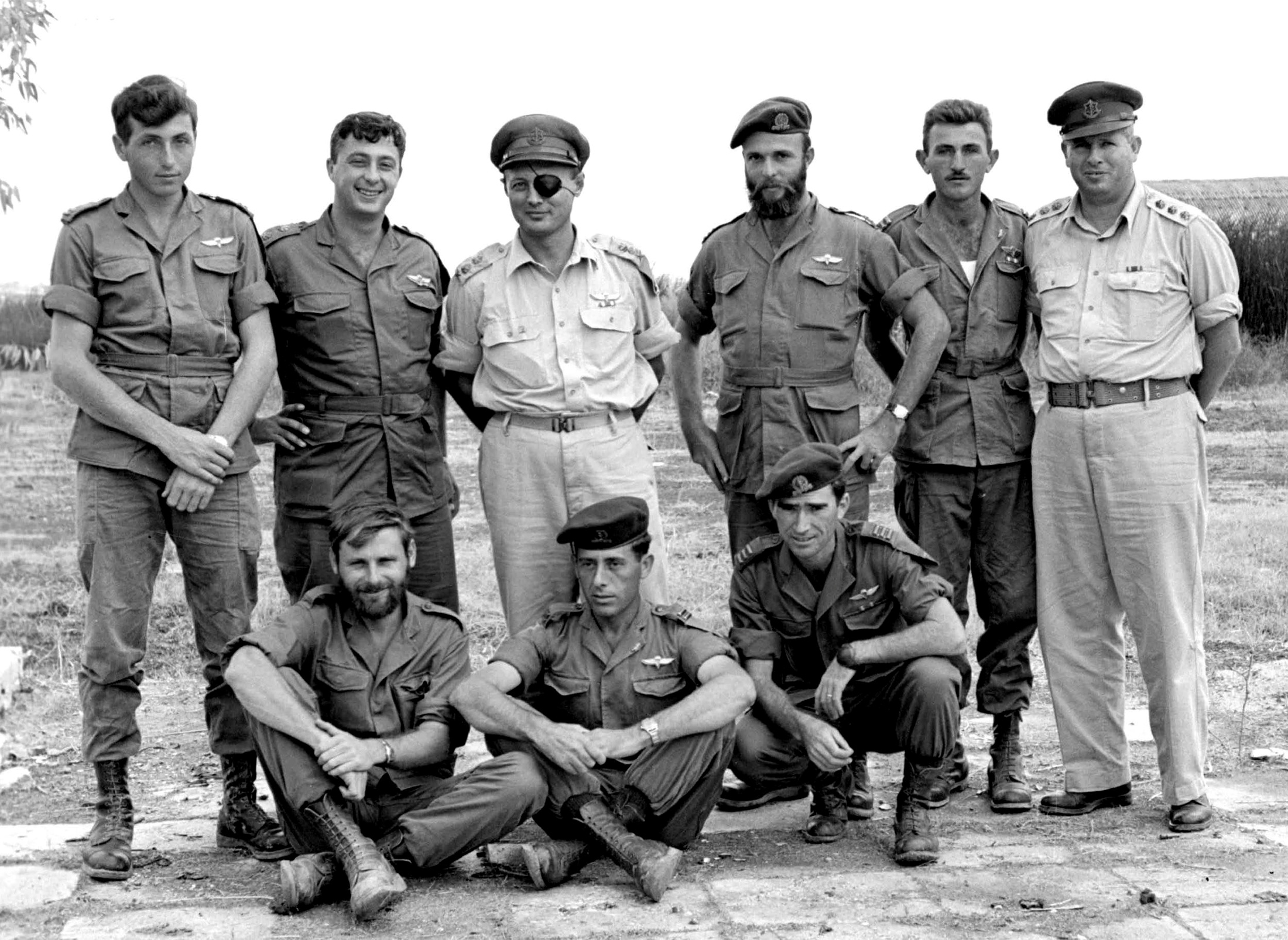
Stojící zleva: Me'ir Har-Cijon, Ariel Šaron, Moše Dajan. Snímek z r. 1955

Jednotka 101 byla speciální jednotka Izraelských obranných sil. Jako první izraelský armádní speciální útvar ji z pověření premiéra Davida Ben Guriona založil pozdější premiér Ariel Šaron, který se také stal jejím velitelem. Vznikla v srpnu 1953, již v lednu 1954 však splynula s 890. praporem Výsadkářské brigády.
Jednotka 101 bývá někdy považována za předchůdkyni jednotky Sajeret Matkal.

## Vznik jednotky
Poté, co se Šaron od roku 1948 do roku 1952 účastnil vojenských operací, byl ze služby uvolněn a začal studovat historii a kulturu Blízkého východu na Hebrejské univerzitě v Jeruzalémě. V roce 1953 si jej zavolal velitel jeho bývalé brigády a informoval ho o tom, že před pár desítkami hodin Palestinci opět prošli z Jordánska do Izraele a zabili dva vojáky. Obdobné útoky byly v tehdejší době velmi časté a armáda jim nebyla schopna účinně čelit.
Na výzvu velitele se Šaron postavil do čela nové jednotky. Jejím významným členem se stal rovněž Me'ir Har-Cijon.

## Kontroverze

### Útok na uprchlický tábor v Gaze
Jednou z kontroverzních akcí jednotky byl útok na uprchlický tábor El-Bureig v Gaze, kde měli základnu palestinští fidájíni. Při nočním přepadu přišlo o život 20 těchto bojovníků, ale také 15 civilistů včetně dětí a žen, podle jiných zdrojů až 50 uprchlíků.

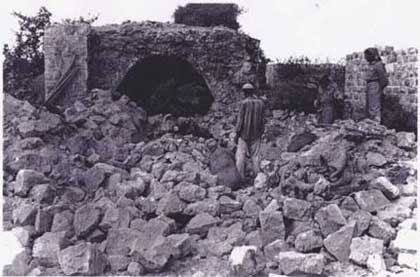
Kibíja po útoku, 15. října 1953

### Kibíjský masakr (Akce Šošana)
V říjnu 1953 zabili fidájíni v domku na předměstí Tel Avivu ženu se dvěma dětmi, rok a půl starým Rubenem a tříletou Šošanou. Od začátku roku tak počet Izraelců, kteří zemřeli kvůli teroristickým útokům, vzrostl na 125. Jednotka 101 provedla odvetu ve vesnici Kibíja na Západním břehu, která tehdy náležela Jordánsku a odkud měli útočníci pocházet. V troskách svých domů zde zemřelo 69 lidí, z toho dvě třetiny žen a dětí.
Výsledek akce zvedl vlnu mezinárodní nevole. I proizraelští komentátoři (The National Jewish Post) masakr ve vesnici Kibíja odsoudili a přirovnali ho k nacistickému vyhlazení Lidic. Podle izraelského historika Aviho Shlaima se akce uskutečnila na přímý Šaronův rozkaz.
Ben-Gurion to komentoval slovy: „Pro nás není tak důležité, co se o Kíbiji říká po světě. Hlavní je to, jak to zapůsobí v naší oblasti. To, co se tam stalo, nám umožní tady žít.“ Ale v jiném rozhovoru prohlásil v narážce na mrtvé civilisty, že „Šaron je až příliš úspěšný".

## Zánik jednotky
V lednu 1954 rozhodl Moše Dajan z titulu funkce náčelníka Generálního štábu o sloučení jednotky 101 s 890. praporem, který se stal základem Výsadkářské brigády.